# Галкин, Кузьма Иванович
Кузьма Иванович Га́лкин (1924—1942) — партизан Великой Отечественной войны, Герой Советского Союза (1965).

## Биография
Кузьма Галкин родился 25 октября 1924 года в городе Хотин в Бессарабии (Румыния), ныне — Черновицкой области Украинской ССР, в рабочей семье. Окончил семь классов школы в Хотине. В начале Великой Отечественной войны оказался в оккупации. Совместно со своими товарищами-комсомольцами создал и возглавил подпольную организацию. Его ближайшими помощниками были Владимир Манченко, Николай Салтанчук, Дмитрий Семенчук, Александр Непомнящий. Организация начала деятельность в сентябре 1941 года.
Галкин сумел достать винтовки, патроны и гранаты, организовав у себя на огороде склад оружия. Первоначально подпольщики распространяли листовки. 18 октября 1941 года организация сорвала праздничный митинг на центральной площади Хотина, посвященный захвату немецко-румынской армиями Одессы. Накануне празднования комсомольцы расклеили листовки, призывавшие сорвать манифестацию. Эта акция привела к тому, что, несмотря на старания местной полиции, на площадь никто не пришёл. В дальнейшем члены организации распределили между собой задания. Непомнящий должен был поджечь военную казарму, Семенчук — взорвать пивзавод, Галкин — убить комиссара румынской полиции. Помимо этих диверсий, подпольщики слушали и распространяли сводки Совинформбюро, писали и распространяли листовки, добывали оружие и взрывчатку.
Летом 1942 года организация была раскрыта провокатором. 6 августа начались аресты. В общей сложности было арестовано шестнадцать наиболее активных членов организации. В ходе обысков на их квартирах были обнаружены советская литература и оружие, а в доме Семенчука — переносной радиоприёмник. Несмотря на применяемые к ним пытки, Галкин и другие члены организации отказывались давать показания. Ходом следствия интересовался маршал Антонеску, который постановил, что все члены организации в течение десять дней должны быть осуждены к смертной казни. Военно-полевой суд румынской 8-й пехотной дивизии приговорил Галкина и четверых его товарищей к расстрелу. Приговор был приведён в исполнение 24 октября 1942 года на окраине черновицкого кладбища. Похоронен в братской могиле на Русском кладбище Черновцов.
Указом Президиума Верховного Совета СССР от 8 мая 1965 года за «выдающиеся заслуги, мужество и героизм, проявленные в борьбе против немецких захватчиков в период Великой Отечественной войны» Кузьма Галкин посмертно был удостоен высокого звания Героя Советского Союза. Также был награждён орденом Ленина.

## Память
- именем К. Галкина был назван совхоз в Хотинском районе Черновицкой области. После провозглашения независимости Украины, в июле 1995 года Кабинет министров Украины утвердил решение о приватизации совхоза[2] и он прекратил своё существование.